# Araneus corticaloides
Araneus corticaloides är en spindelart som först beskrevs av Roewer 1955.  Araneus corticaloides ingår i släktet Araneus och familjen hjulspindlar. Inga underarter finns listade i Catalogue of Life.